# ツバサハゼ科
ツバサハゼ科(学名:Rhyacichthyidae)　は、スズキ目ハゼ亜目の下位分類群の一つ。ツバサハゼなど、流れの速い河川上流域に適応した2属3種が属する。学名は『急流の魚』という意味で、生息環境に由来する。

## 形態
全長は25〜30cm。体高は低く、頭部は平たく縦扁し、胸鰭は大きく左右に広がる。側線管は頭部から尾鰭基部まで達する。感覚器や骨格が他のハゼ類と大きく異なり、本科はハゼ亜目の中でも最も原始的な一群であると考えられている。

## 生態
西太平洋の亜熱帯域に分布し、河川の上流域に生息する。胸鰭と腹鰭を利用し石に貼り付いている底魚である。雑食性で、藻類や小型無脊椎動物を捕食する。日本ではツバサハゼのみが屋久島、奄美大島、沖縄島、石垣島、西表島でみられる。

## 分類
本科には2属3種が属する。
- Protogobius 属
  - Protogobius attiti ニューカレドニア南部の河川に生息する[3][4]。

- ツバサハゼ属 Rhyacichthys 2種が属する。
  - ツバサハゼ Rhyacichthys aspro
  - Rhyacichthys guilberti ニューカレドニア北部とバヌアツの河川に生息する。